# John-Lee Augustyn
John-Lee Augustyn (Kimberley, 10 agosto 1986) è un ex ciclista su strada sudafricano con caratteristiche di scalatore, professionista dal 2005 al 2014.

## Carriera

### 2005-2009: Konica Minolta e Barloworld
Augustyn passò professionista nel 2005 con la squadra Continental sudafricana Konica Minolta. Nella stagione seguente si mise in mostra nel Giro del Giappone, del quale vinse la quarta tappa, una cronoscalata sul Fuji. Al termine della competizione ottenne il secondo posto nella classifica generale, battuto da Volodymyr Duma. Poco tempo dopo vinse la prova in linea riservata agli Under-23 ai campionati nazionali sudafricani.
Grazie alle sue buone prestazioni a partire dalla stagione 2007 fu ingaggiato dal Team Barloworld, con il quale si classificò terzo nella Vuelta a Asturias. Nella stagione seguente prese parte per la prima volta ad un Grande Giro, esordendo al Tour de France. Andò in fuga nella sedicesima tappa e passò per primo, primo africano a riuscirvi, sulla Cima della Bonette, la salita più alta della Grande Boucle; in seguito durante la discesa cadde e perse la possibilità di competere per la vittoria. Arrivò a Parigi al quarantottesimo posto della classifica generale, quinto nella graduatoria degli scalatori. In agosto prese parte alla prova in linea dei Giochi olimpici di Pechino, mentre nel 2009 corse alla Settimana Ciclistica Lombarda e al Giro d'Italia.

### 2010-2012: Sky e Utensilnord
A causa dello scioglimento della Barloworld al termine della stagione 2009, nel 2010 Augustyn si trasferì alla neonata squadra britannica Sky. Quell'anno partecipò al Giro d'Austria, ove concluse dodicesimo, e poi alla Vuelta a España e al Giro di Lombardia, ritirandosi in entrambe le occasioni.
Conseguentemente a problemi all'anca risalenti al 2007, nel marzo 2011 si sottopose quindi ad un intervento chirurgico per rimediare ad un'osteonecrosi alla testa del femore. Rimase lontano dalle corse fino a fine luglio, quando fece il suo rientro alla Clásica San Sebastián (si ritirò); fu però quella la sua unica presenza stagionale in maglia Sky. In ottobre decise di lasciare la squadra britannica e di accasarsi, a partire dal 2012, alla Utensilnord-Named, formazione Professional Continental.
Nel maggio del 2012 decide di interrompere la carriera, a causa di un problema al ginocchio, salvo poi tornare in attività la stagione successiva con la MTN-Qhubeka prima del definitivo addio alle corse.

## Palmarès
- 2006

4ª tappa Giro del Giappone
Campionati sudafricani, Prova in linea Under-23

## Piazzamenti

### Grandi Giri
- Giro d'Italia

2009: 77º
- Tour de France

2008: 48º
- Vuelta a España

2010: ritirato

### Classiche monumento
- Liegi-Bastogne-Liegi

2008: 73º
2009: 69º
- Giro di Lombardia

2008: 88º
2010: ritirato

### Competizioni mondiali
- Campionati del mondo

Verona 2004 - In linea Juniores: 27º
Madrid 2005 - In linea Under-23: ritirato
Salisburgo 2006 - In linea Under-23: 37º
Varese 2008 - In linea Under-23: 40º
- Giochi olimpici

Pechino 2008 - In linea: 27º